# Мапуталенд
Мапуталенд — регион Южной Африки, расположенный в северной части провинции Квазулу-Натал, ЮАР, и может также включать самую южную область Мозамбика.
Этот южноафриканский район был раньше известен как Тсонгаленд (англ. Tongaland), по названию живущего здесь народа тсонга. Мапуталенд граничит с горами Лебомбо на западе и Индийским океаном на востоке страны. Регион простирается примерно от города Хлухлуве и северной части озера Сент-Люсия до границы с Мозамбиком, или столицы Мозамбика Мапуту.